# غيلتي كراون
غيلتي كرون  (باليابانية: ギルティクラウン) (بالإنجليزية: Guilty Crown) هو مسلسل أنمي ياباني تلفزيوني من إنتاج استوديو برودكشن آي جي .صدرت سنة 2011 وتم عرضها في تلفزيون فوجي (نويتامينا) بدأن من 13 أكتوبر 2011 حتى 22 مارس 2012 وتكون من 22 حلقة.

## القصة
تدور أحداث القصة سنة 2039 بعد تفشي فيروس قاتل ومعدي تمت تسميته ب"Lost Chrismas" الذي نشر سنة 2029 ومنذ ذلك الحين تدهورت حالة اليابان ووقعت تحت سيطرة منظمة تعرف ب GHQ. أوما شو شاب في 17 من عمره لا يحب المشاكل لكن حياته تغيرت عندما التقى بفتاة اسمها إنوري،

## روابط خارجية
- غيلتي كراون على موقع IMDb (الإنجليزية)
- غيلتي كراون على موقع نتفليكس (الإنجليزية)
- غيلتي كراون على موقع فيلمافينيتي (الإسبانية)
- غيلتي كراون على موقع كينوبويسك (الروسية)
- غيلتي كراون على موقع قاعدة بيانات الفيلم (الإنجليزية)
- غيلتي كراون على موقع ANN anime (الإنجليزية)